# Albums van Croÿ

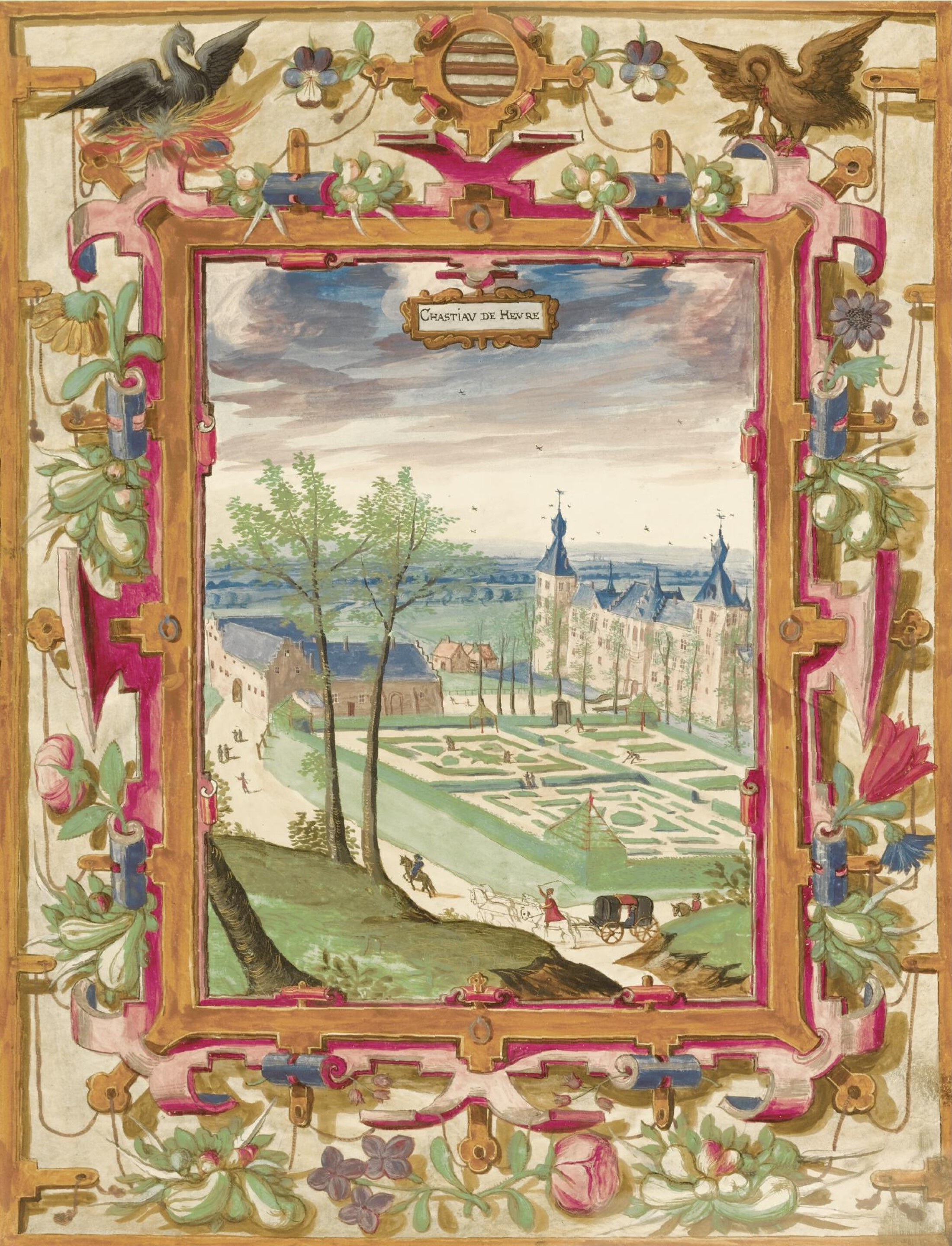
Het Kasteel van Arenberg in Heverlee, uit het tweede album (1598)

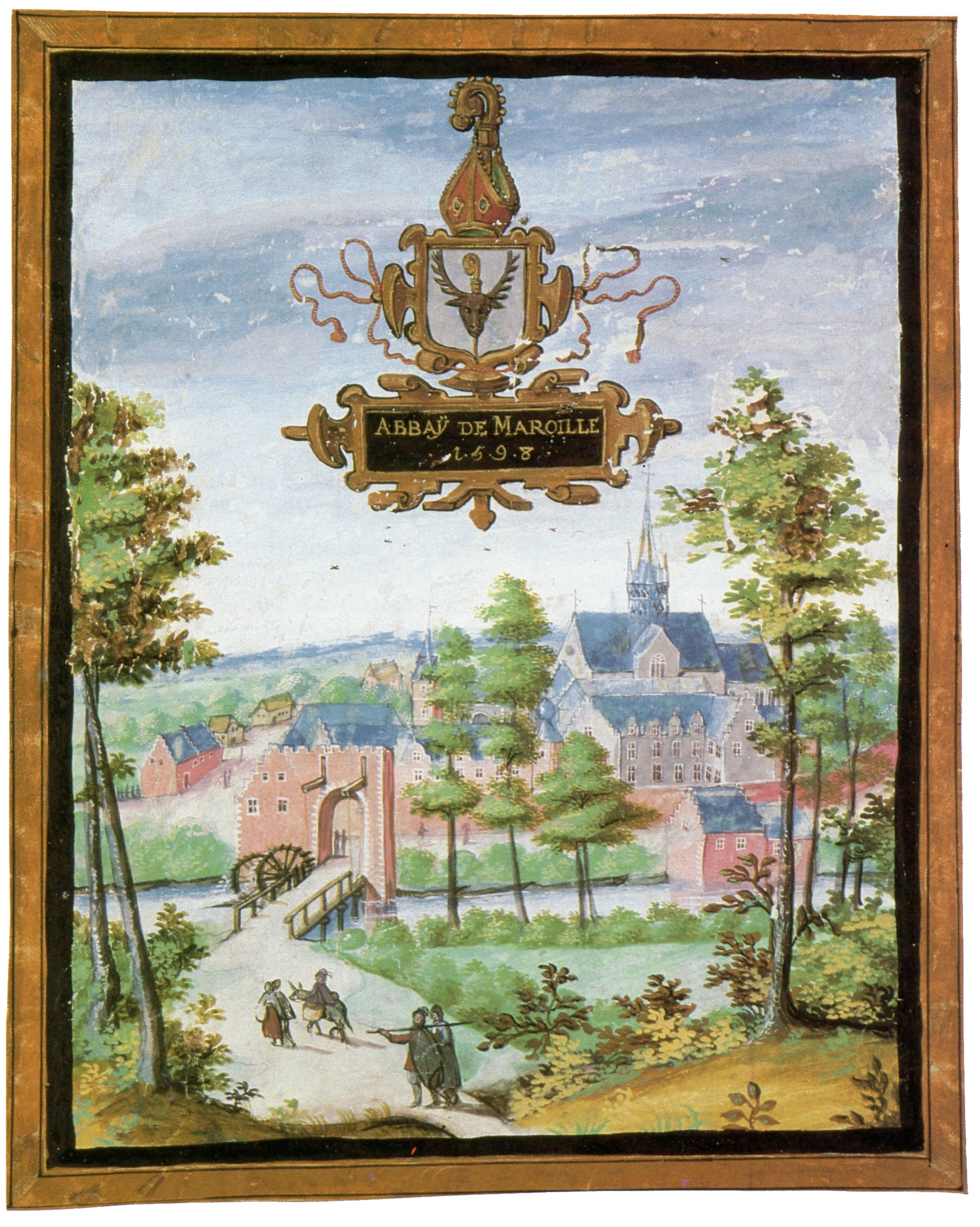
Gouache van de abdij van Maroilles (1598)

De Albums van Croÿ zijn een verzameling van albums en cartularia over de Spaanse Nederlanden. Ze zijn gemaakt in opdracht van hertog Karel III van Croÿ en rijkelijk geïllustreerd met gouaches door Adrien de Montigny. Het geheel vormt een uitzonderlijke iconografische getuige van de landschappen en architectuur in de Nederlanden omstreeks 1600.

## Geschiedenis
Rond 1590 begon Charles de Croÿ, een van de meest vermogende edellieden in de Nederlanden, met het aanleggen van cartularia. Ze bestonden vooral uit plattegronden, met hier en daar een zicht op een dorp of kasteel. Vervolgens liet hij deze prekadastrale plannen reproduceren in twee grote albums op perkament, waarbij naast de plannen voor elke plaats een gezicht in gouache werd toegevoegd. Montigny maakte er in totaal ruim 2500. Hij werkte exclusief voor de hertog en had verschillende medewerkers. In het mooie seizoen ging hij ter plaatse tekenen en in de winter bracht hij zijn kleurenschetsen over op perkament. De hertog breidde dit werk uit tot gebieden die niet zijn eigendom waren maar waar hij een bestuursfunctie uitoefende. Hij bewaarde alles in zijn bibliotheek in de Tour Salamandre van zijn kasteel te Beaumont.
De bekende albums zijn:
- 1598-1602: vijf albums over Henegouwen en het hertogdom Aarschot
- 1602: Doornik en omgeving
- 1603: kasselrij van Lille, Douai, Orchies en Auberchicourt
- 1604-1605: Graafschap Namen
- 1605-1611: Graafschap Artois
- 1608-1609: valleien van de Samber, Leie, Scarpe en Schelde

Na de dood van de hertog werden de albums in 1614 openbaar geveild. Ze raakten verspreid en werden heringedeeld of in stukken gesneden.
Een 26-delige uitgave bracht de albums in 1985-1996 voor het eerst in druk (Franse en Nederlandse editie).

## Handschriften
De volgende instellingen en personen bezitten een of meerdere volumes van de albums (er zijn ook losse vellen verspreid):
- Wenen, Österreichische Nationalbibliothek, Handschriften-und Inkunabel-Sammlung, Cod. Min. 49 en Cod. Min. 50, 1-14
- Dülmen, Herzog von Croÿ'sche Verwaltung, ms. 38-42
- Praag, Nationale Bibliotheek van Tsjechië, ms. XXIII.A.9a-b
- New York, Graham Arader[2]
- Brussel, KBR, Prentenkabinet, ms. 26714
- Brussel, Belfius Collectie
- Parijs, Bibliothèque nationale de France, Cabinet des Estampes, Réserve VG-76 (Comté de Namur)

## Voetnoten
1. ↑  Jean-Marie Duvosquel, "Villes et villages des Pays-Bas méridionaux (Belgique et France du Nord) dans les Albums du duc Charles de Croy (1612)", in: Bulletin de la Société Nationale des Antiquaires de France 1995, 1997, p. 156-158. DOI:10.3406/bsnaf.1997.9993
2. ↑  Dit tweede volume uit de reeks, over bezittingen in Brabant, Vlaanderen, Artois, Picardië en Luxemburg, was lang familiebezit. Anton Egon Clemens Prinz von Croÿ liet het in 2001 door Sotheby's Londen verkopen aan de boekhandelaar Graham Arader, die vellen los doorverkoopt.